# El loco de los huesos
El Loco de los Huesos es una serie documental que sigue la vida ficcionada del naturalista Florentino Ameghino. Se estrenó el 20 de junio del 2020 en el Canal Encuentro, con guion de Enrique Cortés, dirigido por Eduardo Raspo y financiado por el Instituto Nacional de Cine y Artes Audiovisuales (INCAA).

## El nombre
El nombre de la serie "El loco de los huesos" hace referencia al libro bibliográfico sobre Ameghino del escritor José Gabriel López Buisán, publicado en 1940 y titulado El loco de los huesos: Vida, obra y drama del continente americano y de Florentino Ameghino.

## Argumento
Un fiscal pone a prueba la trayectoria científica de Ameghino en el pasado mientras varios investigadores actuales van contando la historia del naturalista y su contexto social.

## Reparto
Entre los papeles principales se encuentra Luis Ziembrowski como Florentino Ameghino, Jorge D'Elía como el fiscal y Vando Villamil en el papel del narrador. Numerosos científicos participaron del documental mediante entrevistas, entre ellos el filósofo Guillermo Ranea, y particularmente directivos, arqueólogos y paleontólogos del Museo Argentino de Ciencias Naturales y el Museo de La Plata, lugares donde Ameghino trabajó, como Eduardo Tonni, Pablo Luis Tubaro, Máximo Farro, Irina Podgorny, Silvia Ametrano, Juan Carlos Fernícola, Sergio Vizcaíno y Gustavo Politis.

## Episodios
| N.º | Título                        | Fecha de emisión original |
| --- | ----------------------------- | ------------------------- |
| 1   | «El naturalista»              | 20 Jul. 2020              |
| 2   | «El coleccionista de huesos»  | —                         |
| 3   | «Terra Incógnita»             | —                         |
| 4   | «Los hombres que hacen falta» | —                         |
| 5   | «Los ojos y los brazos»       | —                         |
| 6   | «Hommo Pampeus Argentino»     | —                         |
| 7   | «Juicio en Monte Hermoso»     | —                         |
| 8   | «Mi credo»                    | —                         |